# Catedral Metropolitana de Cebu

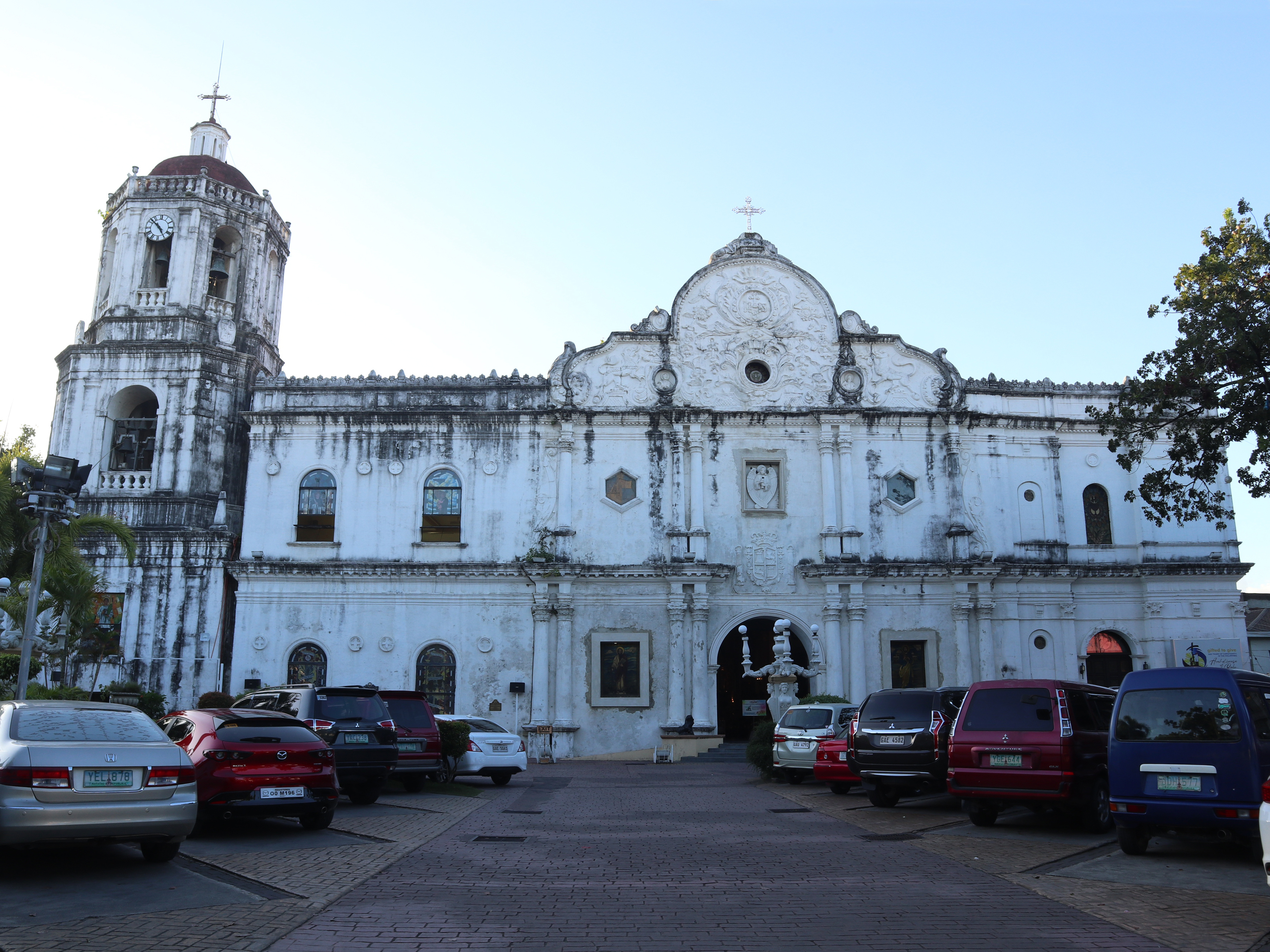
A Catedral Metropolitana de Cebu, em janeiro de 2024.

A Catedral Metropolitana de Cebu é a sede eclesiástica da Arquidiocese Metropolitana de Cebu, nas Filipinas. Cebu foi estabelecida como diocese em 14 de agosto de 1595, e foi elevada a arquidiocese metropolitana em 28 de abril de 1934, com as dioceses de Dumaguete, Maasin, Tagbilaran e Talibon como sufragâneas.
A construção da catedral levou mais tempo que o esperado, devido às freqüentes interrupções provocadas pela falta de fundos e outros eventos inesperados. O desvio dos fundos destinados à construção da catedral para as guerras ocorridas em Mindanao e a morte do bispo que ocupava o cargo durante a construção/reconstrução também foram fatores que contribuíram para este atraso nas obras.
A arquitetura da igreja é típica de igrejas coloniais barrocas no país - atarracada, em formato de cruz e com grossas paredes, para suportar tufões e outras calamidades naturais.